# Maladera rubida
Maladera rubida är en skalbaggsart som beskrevs av Moser 1915. Maladera rubida ingår i släktet Maladera och familjen Melolonthidae. Inga underarter finns listade i Catalogue of Life.